# Bosszúvágy 5. – Bosszú a kedvesemért
A Bosszúvágy 5.: Bosszú a kedvesemért  (eredeti cím: Death Wish V: The Face of Death) 1994-ben bemutatott amerikai akciófilm, az 1974-es Bosszúvágy ötödik, egyben befejező része. A főszereplő Charles Bronson.
A film gyártója a 21st Century Film Corporation volt, Menahem Golan vezetésével, akinek a filmsorozat korábbi filmjeit kiadó cége, a The Cannon Group csődbe ment.
A filmet a kanadai Torontóban forgatták, rendezője a szintén kanadai Allan Goldstein. Eredetileg Steve Carver lett volna a rendező, de a producerek megnyirbálták az eredeti költségvetést, ekkor kapta Goldstein a megbízást.

## Cselekmény
New Yorkban Paul Kersey (Charles Bronson) meghívást kap barátnőjétől, Olivia Regenttől (Lesley-Anne Down) a saját divatbemutatójára. A színfalak mögé befurakodik a maffiózó Tommy O’Shea (Michael Parks) és cimborái. Tommy megfenyegeti Oliviát, egykori feleségét, miközben gyermeke,  Chelsea (Erica Lancaster) Paul mellett ül a nézőtéren.
Olivia elmondja az esetet Paulnak, amikor az a karján lévő horzsolásokról kérdezi. Paul lemegy a szabóműhelybe, és neki akar menni Tommynak, de annak egyik embere fegyvert nyom az orra alá. Ekkor megérkezik Chelsea, és az összecsapás elmarad.
A New York-i rendőrség tagjai, Tony Hoyle (Saul Rubinek) és Hector Vasquez (Miguel Sandoval) meglátogatják Paul Stewart házát. Paul Stewart valójában Paul Kersey, aki a tanúvédelmi program keretében új személyazonosságot kapott. Röviden informálja a rendőröket Tommy O’Shea-ról. Hoyle elmondja, hogy már évek óta szeretné elkapni Tommy-t, és szeretné, ha Olivia tanúskodna ellene.
Aznap este egy étteremben Paul megkéri Olivia kezét, aki igent mond. Olivia észreveszi Tommyt az étteremben, ezért megremeg a keze és az italát magára önti. Elmegy a mosdóba, közben megtámadja Tommy társa, Freddie „Korpás” (Robert Joy) női ruhában, és elmondja neki, hogy nem szeretnék, ha beszélne. Freddie a nő arcát többször egy tükörhöz csapja, és az maradandó sérüléseket szenved.
Freddie elmegy, Paul mellette halad el. A kórházban elmondják neki, hogy Olivia arca a helyreállító műtét után sem lesz ugyanolyan, mint korábban volt.
Tommy eközben több embert megölet, köztük a szabóműhely vezetőjét (aki nem akart elég lelkesen közreműködni a pénzmosásban) és Janice Omori rendőrtisztet (Lisa Inoue), mindkettőt Freddie az autójával elgázolja.
Mickey King hadnagy (Kenneth Welsh) a kórházban elbeszélget Paullal,  és elmondja neki, hogy már tizenhat éve dolgozik az O’Shea-ügyön. Paul dühös az Oliviát ért eset miatt, de King figyelmezteti, hogy ne térjen vissza a régi szokásaihoz, hagyja a rendőrségre az intézkedést.
Hector Vasquez elmegy Tommy lakására és személyesen informálja. Megígéri neki, hogy Kersey lakcímét is megmondja neki, a megfelelő pénz ellenében.
Pault rendőri védelmet kér, de nem sokkal később őt és Oliviát megtámadja a lakásukon Freddie és két cimborája. Paul a tűzlépcső felé küldi Oliviát, azonban Freddie utoléri a nőt és hátba lövi. Olivia az utcára esik a tetőről és a helyszínen meghal.
Tommyt „tisztázzák” a volt felesége meggyilkolásának ügyében, ezután bírósági végzéssel a lányáért megy és magával viszi. Itt Paul megüti Tommyt, de annak cimborái egy vastag faággal leütik Pault, aki a helyszínen marad eszméletlenül. Ekkor elhatározza, hogy maga veszi kezébe a visszavágást.
Paul a fiatalabb maffiózó falánkságát kihasználva annak kedvenc kávézójában ciánt szór a süteményére, amit az befalva rövid kínlódás után meghal.
Freddie „Korpás” házához Paul egy irányítható focilabdát visz, ami beindítja a biztonságmániás Freddie külső riasztóit. Amikor végül megtalálja és kezébe veszi a labdát, Paul felrobbantja azt. Az így keletkező tűz Freddie egész fejét a csontig kiégeti és ő kínok közt pusztul el.
Hector Vasquez meglátogatja Pault, miután az Tony Hoyle-lal beszélt meg találkozót (Hector lehallgatta Hoyle beszélgetését Paullal). Amikor Hector lőni akar, Paul megelőzi. Nem sokkal később megérkezik Hoyle, és Hector hulláját látva azt mondja, hogy „ő nem is járt ott”. Paul egy ládába csomagolva elküldi Hector holttestét Tommynak.
Tommy három maffiózót bérel fel, Frankie-t (Scott Spidell), Mickeyt (Tim MacMenamin) és Angelt (Sandro Limotta), hogy iktassák ki Pault, ehhez Chelsea-t használják csaléteknek. Paul megmenti a lányt, akinek sikerül kimenekülnie az épületből. King hadnagy is megérkezik a helyszínre, őt megsebesíti Tommy.
Paul végül megöli Tommyt azzal, hogy a szabóműhelyben egy savat tartalmazó tartályba löki. 

## Szereplők
| Karakter            | Színész          | 1. magyar hang     | 2. magyar hang         | 3. magyar hang        |
| ------------------- | ---------------- | ------------------ | ---------------------- | --------------------- |
| Paul Kersey         | Charles Bronson  | Szersén Gyula      | Szersén Gyula          | Barbinek Péter        |
| Olivia Regent       | Lesley-Anne Down | Menszátor Magdolna | Andresz Kati           | Kökényessy Ági        |
| Tommy O`Shea        | Michael Parks    | Szakácsi Sándor    | Vass Gábor             | Ujréti László         |
| Sal Paconi          | Chuck Shamata    | Forgács Gábor      | Sinkovits-Vitay András | Forgács Gábor         |
| Chuck Paconi        | Kevin Lund       | Csuja Imre         | Fazekas István         | Renácz Zoltán         |
| Korpás Freddie      | Robert Joy       | Kassai Károly      | Csík Csaba Krisztián   |                       |
| Brian Hoyle         | Saul Rubinek     | Konrád Antal       | Imre István            | Gubányi György István |
| Hector Vasquez      | Miguel Sandoval  | Dimulász Miklós    | Rosta Sándor           | Vincze Gábor Péter    |
| Mickey King hadnagy | Kenneth Welsh    | Orosz István       | Perlaki István         | Háda János            |
| Janice Omori        | Lisa Inouye      | Madarász Éva       | Mezei Kitty            |                       |
| Chelsea Regent      | Erica Lancaster  | Szénási Kata       | Mánya Zsófi            | Koller Virág          |
| Al                  | Jefferson Mappin | Melis Gábor        | Faragó András          | Kapácsy Miklós        |
| Reg                 | Michael Dunston  | Both András        |                        |                       |
| Angel               | Sandro Limotta   | Rosta Sándor       |                        |                       |

## Fordítás
Ez a szócikk részben vagy egészben  a   Death Wish V: The Face of Death című angol Wikipédia-szócikk fordításán alapul.  Az eredeti cikk szerkesztőit annak laptörténete sorolja fel. Ez a jelzés csupán a megfogalmazás eredetét és a szerzői jogokat jelzi, nem szolgál a cikkben szereplő információk forrásmegjelöléseként.